# Universidade de Würzburgo
A Universidade de Würzburgo é uma universidade situada em Würzburg, Alemanha, fundada em 1402. Seu nome oficial em alemão é: Bayerische Julius-Maximilians-Universität Würzburg, mas comumente é chamada de Universidade de Würzburg.
Foi o local da descoberta dos raios X, pelo físico  Wilhelm Röntgen no Instituto de Física dela em 8 de novembro de 1895.